# Aurel Mihale
Aurel Mihale (n. 7 august 1922, Spanțov, Călărași – d. 2007, Râmnicu Vâlcea) a fost un scriitor și scenarist român, cu rezultate notabile în povestiri și nuvele de război. A primit în 2002 Premiul special pentru întreaga activitate literară din partea Uniunii Scriitorilor din Romania.
Este fratele scriitorului Dan Mihale.

## Biografie
A absolvit liceul la Chișinău în 1942.
Din 1944 a luptat în Al Doilea Război Mondial, participând și la efortul de război de pe frontul din Cehoslovacia. După război, a părăsit cariera militară și a urmat în paralel cursurile Facultății de Litere și Filosofie și ale Facultății de Drept din cadrul Universității din București (1945-1947). 
Experiența de pe front a folosit-o pentru a scrie literatură de război, însă cu personaje schematice, dialoguri convenționale fără autenticitate, lipsindu-i capacitatea de analiză psihologică.
În 1950 a debutat cu volumul de nuvele Vin apele.
Aurel Mihale a fost redactor-șef adjunct în perioada 1953-1954 al revistei Viața Românească, redactor-șef în perioada 1958-1959 al revistei Luceafărul și în 1962 redactor-șef al revistei Gazeta literară.

## Lucrări scrise
- Vin apele, nuvele, București, 1950;
- În pragul primăverii, nuvelă, București, 1952;
- Scrisoarea, București, 1952;
- Judecata, București, 1952;
- Ogoare noi, roman, București, 1953;
- Floarea vieții, București, 1954;
- Ultimul asalt, schițe, București, 1955;
- Facem și noi o întovărășire, București, 1955;
- Însemnări despre activitatea unor gospodării agricole de stat, București, 1955;
- Batalionul doi, scenariu literar, București, 1957;
- Nopți înfrigurate, povestiri din război, București, 1957;[6]
- Destin (ediție revăzută a romanului Floarea vieții), București, 1960;
- Fuga, roman, București, 1963;
- Hotărârea, povestire, București, 1964;
- Podul de aur, povestiri, București, 1964;
- Cronică de război (trilogie formată din Nopți înfrigurate, Podul de aur și Flamura purpurie). București, 1967;
- Primăvara timpurie, roman, București, 1969;
- Somnul de veghe, povestiri, București, 1969;
- Fiecare moare cum vrea, București, 1970;
- Poartă și drum, nuvele, București, 1971;
- Focurile, București, 1972;
- Pământ însângerat (volumul II din Cronică de război), București, 1972;
- Forța ascunsă, schițe, București, 1973;
- Flamura purpurie (volumul III din Cronică de război), București, 1973;
- Nimeni nu moare singur, nuvele, București, 1974;
- Vatra, București, 1974;
- Un mesaj de dincolo de mormânt, București, 1977;
- Focurile, trilogie formată din: Focul negru (versiune revăzuta și adăugită a romanului Fuga), București, 1977; Focul alb, roman. București, 1977 și Focul roșu (versiune revăzută și adăugită a romanului Primăvara timpurie), București, 1978;
- Actiunea „Hildebrand", roman, București, 1979;
- Îngerul negru, roman, București, 1981;
- Alertă în munți, roman, București, 1982;
- Șase nopți și șase zile, nuvele, București, 1984;
- Lada de campanie, București, 1997;
- Lumini și umbre, București, 1999;
- Argus, I-III, București, 2002.

### Scenarii filme
- Puterea, scenariu TV, 1971;
- Casa de piatră, scenariu TV, 1975;
- Am fost șaisprezece (1980);[7]
- Emisia continuă (1984)

## Distincții
- Ordinul Muncii clasa a III-a (21 august 1954) „pentru merite deosebite pe tărîmul construcției de stat, economice, sociale și culturale, cu ocazia celei de a zecea aniversări a eliberării patriei noastre”[8]
- Ordinul „23 August” clasa a IV-a (12 august 1959) „pentru activitate rodnică în dezvoltarea științei și culturii din Republica Populară Romînă”[9]
- Ordinul Steaua Republicii Populare Romîne clasa a IV-a (10 august 1964) „pentru merite deosebite în opera de construire a socialismului, cu prilejul celei de a XX-a aniversări a eliberării patriei”[10]